# 이나이정
이나이정(稲井町)은 1967년까지 미야기현 오시카군의 북부에 있던 정이다. 현재의 이시노마키시의 일부에 해당한다.

## 지리
- 산 ; 조본산 (467.8m), 이시나게산 (456m), 쓰루마키산 (375m), 가고미네산 (347.5m), 마키산 (218.9m)
- 하천 : 구 기타카미 강, 마노 강, 미즈누마 강, 다카기 강
- 호수 : 만고쿠우라

## 연혁
- 1889년 4월 1일 - 정촌제 시행과 함께 오시카군 이나이촌이 성립하였다.
- 1959년 4월 1일 - 정으로 승격하였다.
- 1967년 3월 23일 - 이시노마키시에 편입하였다.

## 교통

### 철도
- 일본국유철도 이시노마키 선

## 참고문헌
- 『稲井町史』（宮城県牡鹿郡稲井町、1960）